# Свети Илия (Букурещ)
Вижте пояснителната страница за други значения на Свети Илия.
Църквата „Свети пророк Илия“ (на румънски: Sfântul Prooroc Ilie, или Biserica Bulgară „Sfântul Ilie“, Biserica „Sfântul Ilie – Hanul Colţii“) е православен храм в румънската столица Букурещ. В периода 1954 – 2009 църквата функционира като български храм, преотстъпен на българската общност от страна на Румънската православна църква.

## История
Църквата е построена в двора на букурещки хан в периода 1725 – 1730 година от ключаря с благороден произход Раду Колця. Поради това тя станала известна под името „Св. Илия от хана Колця“. Църквата е била заобиколена от зидана ограда и затова Дионисий Фотино я включва към манастирите с ханове в двора. Според един документ от 27 февруари 1836 година, в близост до олтара, долепена за оградата на църквата, се е намирала и бакалията на хана. Храмът е бил разрушен от земетресението в Букурещ през 1838 година, след което отново е построен от наемателя на Хан Колця – Лазар Календероглу. Новата църква е осветена на 30 август 1841 година, което става ясно от надпис от епохата.
През 1895 година Столичният общински съвет решава, че името на църквата не е подходящо за един православен храм, и нарежда тя да носи името на своя ктитор „Св. Илия Календеру“. В периода между 1880 – 1897 църквата функционира като гръцка, където Светата литургия се е извършвала на гръцки език.

### Българската църква
След установяването на комунистическия режим в Румъния са отнети редица български църкви в градове като Букурещ, Галац и Браила. Tъй като българите в Букурещ остават без свой храм, през 1954 година църквата „Св. пророк Илия“, намираща се в центъра на румънската столица, е дадена за временно ползване от българската общност. В грамотата на румънския патриарх Юстиниан, с която тя и принадлежащият ѝ хан Колця се дават за временно ползване, се казва, че храмът се дава, „докато българите не си построят нов“. Тогава на входа му е поставен този надпис:
| „ | „Тази свята църква, която има за храмов празник свети пророк Илия, построена от ключаря Раду Колця през 1725 година, след това възстановена от Лазар Календероглу и с помощта на други през 1841 година, беше ремонтирана благодарение грижата на Блаженейшия патриарх Юстиниан със средствата на Светата архиепископия на Букурещ и бе дадена за ползуване на православното българско общество от град Букурещ през 1954 година, 26 октомври. Старите стенописи бяха почистени и поправени от майстор Николае Стойка, който изографиса иконите на входната част на храма. Църквата беше осветена от Негово блаженство румънския патриарх Юстиниан и българския патриарх Кирил с голям събор от йерарси, свещеници и дякони от Румъния и България в присъствието на множество вярващи“. | “ |

### Отнемането на църквата
В продължение на 55 години църквата при хана Колця е позната сред гражданите на Букурещ като „българската църква“ (на румънски: Biserica Bulgară). През 2009 година Постоянният епархийски съвет на Букурещката архиепископия излиза с решение да назначи за първи свещеник в храма отец Габриел Григореску. Румънската патриаршия оправдава това си действие с мотива, че храмът според нея е в лошо състояние, и базирайки се на действащото закнодателство за връщане на конфискуваните имоти от комунистическия режим, отнема църква от българската общност. Според същото решение българският свещеник Петър Тотев може „необезпокояван да продължи своята пастирско-мисионерска, литургична и административна дейност за православните български вярващи от Букурещ, наред с румънския първи свещеник“.  Въпреки това обаче новата богослужебна програма на храма, съставена от Букурещката архиепископия, е променена и българското участие в нея е сведено до минимум. По същото време българският иконом на църквата Петър Тотев е подложен на неописуем натиск от страна на Румънската патриаршия посредством непрекъснати заплашителни телефонни разговори и ултиматум за напускане на храма. На 30 май 2009 българският свещеник предава кючовете от храма на специална комисия, назначена от Букурещката архиепископия. Пред членовете на българската църковна общност представителите на Букурещката архиепископия обясняват отново мотивите на заповедта на румънския патриарх Даниил за отнемането на църквата с мотивите, че „храмът се нуждаел от спешен ремонт; множество били румънците, които желаели да се черкуват тук, но не разбирали български език, а и българската общност била малобройна“ Впоследствие иконом Петър Тотев е назначен за пети свещеник в бившата руска църква „Св. Николай“, отнета по подобен начин от руската общност в Букурещ.
Две години след отнемането на българската църква при хана Колця, за която се твърдяло, че има нужда от спешен ремонт, такъв не е започвал. От Румънската патриаршия обещават на българската общност да построят в двора на бившия руски храм „Св. Николай“, сега водещ се студентски храм, помещение за събиране на българите. Това обещание също не е изпълнено. Черкуващите се българи стоят на крак в двора на препълнения храм по време на Светата литургия, поради това, че основното му предназначение е да обгрижва студентите от Букурещкия университет. Смесеният църковен хор „Nihil sine Deo“ на бившия българския храм „Св. Илия“, съставен от професионалисти, също не е допускан да участва в богослуженията. Скандалът с отнемането на българската църква при хана Колця прогонва българите от храма, а така също и много руснаци и украинци, защото той бил единственият в Букурещ, където богослуженията се извършвали на църковнославянски.
През 2011 година Надежда Ганева и синът ѝ Велин Ганев даряват свой имот в букурещкото предградие Снагов на Българската православна църква за построяването на българска църква и културно-просветен център за българите в румънската столица. Дарението е направено, след като Община Букурещ изпраща официално писмо до Българската православна църква, с което Патриаршията е уведомена за отказа за отреждане на подходящ терен в Букурещ за построяване на български православен храм и културен център.